# 大黄巍乡
大黄巍乡，是中华人民共和国山西省朔州市应县下辖的一个乡镇级行政单位。

## 行政区划
大黄巍乡下辖以下地区：
大黄巍村、秦庄村、颉庄村、圪塔村、栗家坊村、曹庄铺村、南贾寨村、宋村、西辛村、梁亭村、辛义村、东辛寨村、北湛村、丰黄巍村、张坊村、师家坊村、康辛庄村和郑庄村。